# Décès en 1984
Décès
- 1980
- 1981
- 1982
- 1983
- 1984
- 1985
- 1986
- 1987
- 1988

Cette page dresse une liste de personnalités mortes au cours de l'année 1984 présentée dans l'ordre chronologique.
Pour une information complémentaire, voir la page d'aide.
La liste des personnes référencées dans Wikipédia est disponible dans la page de la Catégorie:Décès en 1984

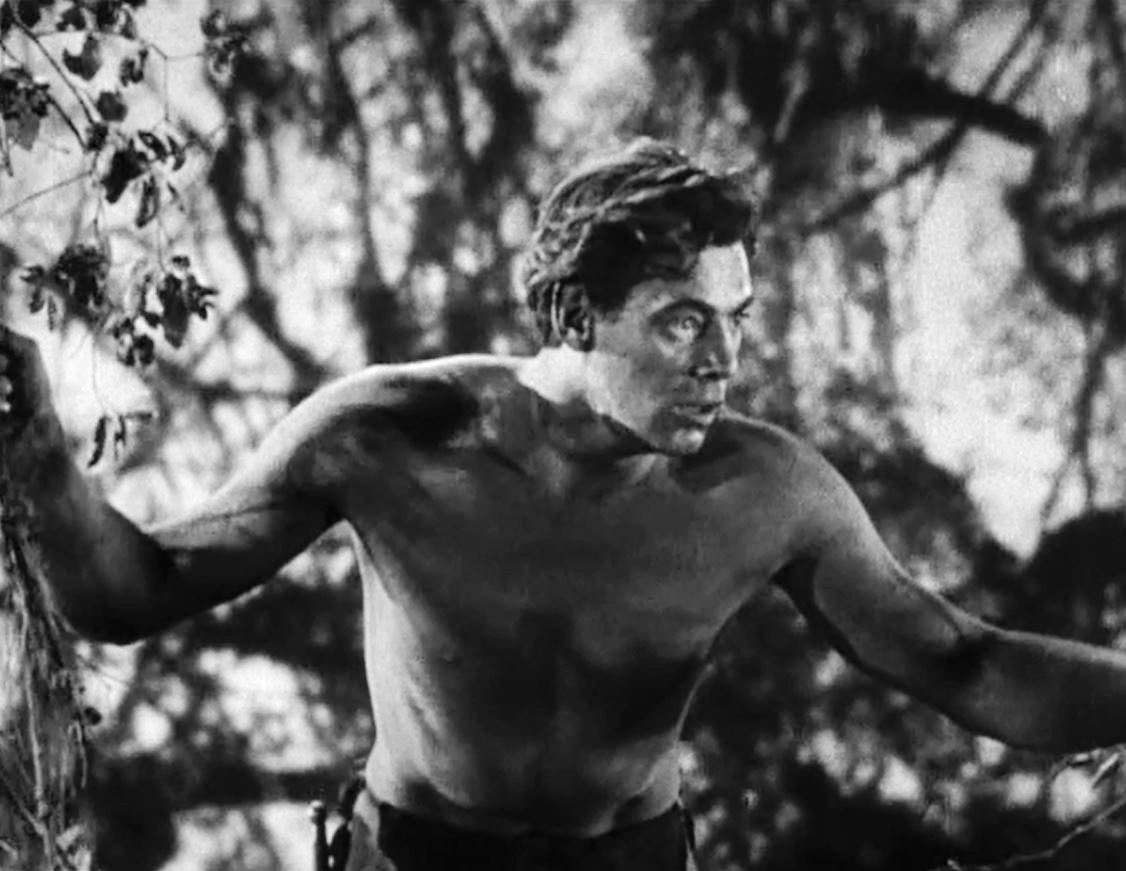
Johnny Weissmuller en 1932.

## Janvier
- 1er janvier : Cagancho (Joaquín Rodríguez Ortega), matador espagnol (° 17 février 1903).
- 4 janvier : Gösta Lindh, footballeur suédois (° 8 février 1924).
- 7 janvier : Alfred Kastler, physicien français (° 3 mai 1902).
- 13 janvier : Frits Wiersma, coureur cycliste néerlandais (° 27 août 1894).
- 16 janvier : Kenneth Arnold, aviateur américain (° 29 mars 1915).
- 17 janvier :
  - Ángel Arteaga, compositeur espagnol (° 28 janvier 1928).
  - Kostas Giannidis, compositeur de musique classique, pianiste et chef d'orchestre grec (° 21 août 1903).
- 18 janvier :
  - Panteleïmon Ponomarenko, général et homme politique russe puis soviétique (° 9 août 1902).
  - Vassílis Tsitsánis, compositeur et joueur de bouzouki grec (° 18 janvier 1915).
- 19 janvier : Wolfgang Staudte, acteur, réalisateur et scénariste allemand (° 9 octobre 1906).
- 20 janvier : Johnny Weissmuller,  sportif et acteur américain (° 2 juin 1904).
- 24 janvier : Pierre De Maria, peintre franco-suisse (° 24 juin 1896).
- 27 janvier :
  - Eddie McMorran, footballeur international Nord-irlandais (° 2 septembre 1923).
  - Ahmed Mohamed, homme politique français et comorien (° 2 juillet 1917).
- ? janvier : Virgilio Guidi, peintre et essayiste italien (° 4 avril 1891).

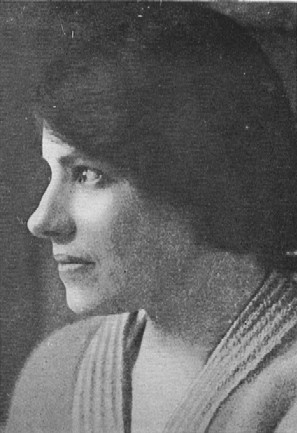
Anna Anderson en 1922.

## Février
- 1er février : Maurice Canning Wilks, peintre paysagiste irlandais (° 25 novembre 1910).
- 3 février :  Antonio Montes, coureur cycliste espagnol (° 8 juin 1911).
- 5 février : El Santo, lutteur mexicain de lucha libre et acteur de cinéma (° 23 septembre 1917).
- 7 février : François de Bourbon, duc de Bourbon, frère aîné du prince Louis de Bourbon, actuel prétendant au trône de France (° 22 novembre 1972).
- 9 février : Youri Andropov, homme d'État soviétique (° 15 juin 1914).
- 10 février : Maura Breslin, syndicaliste irlandaise (° 29 décembre 1914).
- 12 février : Anna Anderson, prétendante controversée depuis 1920 au titre d'Anastasia Romanov, quatrième fille du tsar Nicolas II de Russie (° 16 décembre 1896).
- 13 février :
  - Pierre Brambilla, coureur cycliste français (° 12 mai 1919).
  - Helmut Schneider, joueur et entraineur de football allemand (° 17 juillet 1913).
- 15 février : Roza Papo, première femme ayant atteint le grade major-général dans les Balkans (° 15 février 1984).
- 20 février : Fikret Amirov, compositeur et pédagogue soviétique azerbaïdjanais (° 22 novembre 1922).
- 21 février : Emilio Rodriguez, coureur cycliste espagnol (° 28 novembre 1923).
- 24 février : Ernst Hofbauer, réalisateur autrichien (° 22 août 1925).
- 25 février : Roger Couderc, journaliste sportif français (° 12 juillet 1918).
- 26 février : Manuel Cabré, peintre vénézuélien (° 25 janvier 1890).
- 28 février : Hortensio Vidaurreta, coureur cycliste espagnol (° 11 janvier 1928).

## Mars
- 1er mars :
  - Simone Colombier, peintre française (° 1er mai 1903).
  - Jackie Coogan, acteur américain (° 26 octobre 1914).
  - Roland Culver, acteur britannique (° 21 août 1900).
- 5 mars :
  - Pierre Cochereau, organiste français (° 9 juillet 1924).
  - Gérard Lebovici, producteur de cinéma et éditeur français (° 25 août 1932).
  - Charles Ravier, compositeur, directeur musical et chef d'ensemble vocal français (° 5 juin 1924).
- 9 mars : Imogen Holst, compositrice et chef d'orchestre britannique (° 12 avril 1907).
- 11 mars : Raymond Mastrotto, coureur cycliste français (° 1er novembre 1934).
- 12 mars : Arnold Ridley, acteur et dramaturge britannique (° 7 janvier 1896).
- 13 mars : François Le Lionnais, mathématicien français (° 3 octobre 1901).
- 16 mars :
  - Evencio Castellanos, pianiste, chef d'orchestre et compositeur vénézuélien (° 3 mai 1915).
  - Charles Héger, homme politique belge (° 26 mai 1902).
  - Kayō Yamaguchi, peintre japonais (° 3 octobre 1899).
- 21 mars : Jacques Cousin, footballeur français (° 6 mai 1921)[1].
- 23 mars : 
  - Élisabeth Bardon, peintre, graveuse et illustratrice française (° 23 mars 1984).
  - Shauna Grant, actrice pornographique américaine (° 24 mai 1963).
- 24 mars : Sam Jaffe, acteur américain (° 10 mars 1891).
- 27 mars : Enrico Campagnola, sculpteur et peintre italien (° 1er août 1911).
- 28 mars : Carmen Dragon, compositeur et acteur américain (° 28 juillet 1914).
- 29 mars : Ahmed Sékou Touré, premier président de la République de Guinée (° 9 janvier 1922).

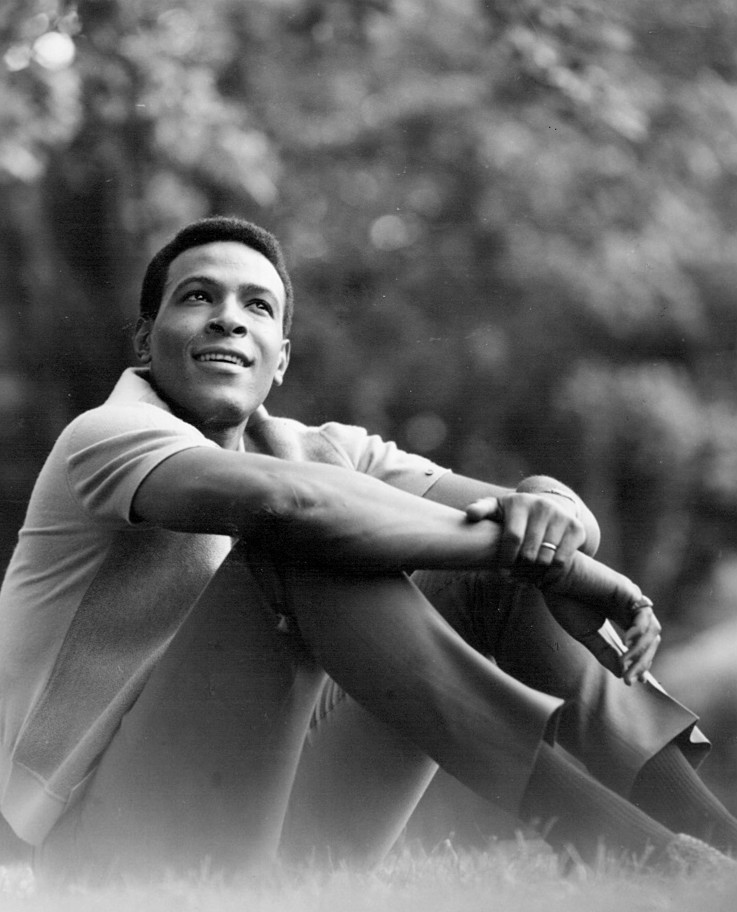
Marvin Gaye en 1966.

## Avril
- 1er avril : Marvin Gaye chanteur américain (° 2 avril 1939).
- 5 avril : Guy Kerner, acteur français (° 28 janvier 1922).
- 9 avril :
  - Jean-Pierre Kérien, comédien français (° 15 mars 1912).
  - Renato Perona, coureur cycliste italien (° 24 mai 1927).
  - Paul-Pierre Philippe, cardinal français de la curie romaine (° 16 avril 1905).
- 13 avril : Richard Hurndall, acteur britannique (° 3 novembre 1910).
- 17 avril : Jimmy Trotter, footballeur anglais devenu entraîneur (° 25 novembre 1899).
- 18 avril : Francis De Wolff, acteur anglais (° 7 janvier 1913).
- 21 avril : Marcel Janco, peintre et architecte juif roumain (° 24 mai 1895).
- 22 avril : Henri Touzard, coureur cycliste français (° 2 juillet 1894).
- 23 avril :
  - Red Garland, pianiste de jazz américain (° 13 mai 1923).
  - Roland Penrose, peintre photographe et poète anglais (° 14 octobre 1900).
- 24 avril : Domenico Guaccero, compositeur italien (° 11 avril 1927).
- 25 avril : Richard Benedict, acteur et réalisateur américain (° 8 janvier 1920).
- 26 avril : Count Basie, pianiste et chef d'orchestre de jazz américain (° 21 août 1904).
- 29 avril : Angel Metodiev, peintre et professeur d'université bulgare (° 16 mars 1921).
- 30 avril : Boris Borvine Frenkel, peintre et graveur polonais (° 24 septembre 1895).

## Mai
- 1er mai : Charles Nicolas, joueur et entraîneur de football français (° 5 juin 1916).
- 2 mai : Bob Clampett, réalisateur, producteur, scénariste, compositeur et acteur américain (° 8 mai 1913).
- 4 mai :
  - Jack Barry, producteur et acteur américain (° 20 mars 1918).
  - Alois Brummer, producteur de cinéma, réalisateur et scénariste allemand (° 12 mai 1926).
- 5 mai : Gustave Singier, peintre, graveur et lithographe non figuratif français d'origine belge (° 11 février 1909).
- 10 mai : 
  - Joaquim Agostinho, coureur cycliste portugais (° 7 avril 1942).
  - Carmela Combe, aviatrice péruvienne (° 1898).
- 14 mai : Jean Bréant, peintre français (° 17 février 1922).
- 16 mai : Karl Neumer, coureur cycliste sur piste allemand (° 23 février 1887).
- 19 mai : Sir John Betjeman, écrivain, poète et journaliste britannique (° 28 août 1906).
- 20 mai : Meredith Thomas, officier gallois de la RAF (° 6 juillet 1892).
- 24 mai :
  - Louis Ignacio-Pinto, juriste, diplomate et homme politique béninois (° 21 juin 1903).
  - Alexandre Vilalta, pianiste espagnol et mexicain (° 29 novembre 1905).
- 26 mai : Mary Taylor Slow, physicienne britannique (° 15 juillet 1898).
- 28 mai : D'Urville Martin, acteur et réalisateur américain (° 11 mai 1939).

## Juin
- 5 juin :
  - Camille Guillon, peintre, décorateur et ornemaniste français (° 31 décembre 1904).
  - Frederick Stratten Russell, zoologiste britannique (° 3 novembre 1897).
- 6 juin : Jean-Jacques Sanquer, coureur cycliste français (° 29 novembre 1946).
- 8 juin : Gordon Jacob, compositeur, arrangeur, orchestrateur et chef d'orchestre anglais (° 5 juillet 1895).
- 11 juin : Enrico Berlinguer, homme politique italien (° 25 mai 1922).
- 22 juin :
  - Jean Hugo, peintre, décorateur de théâtre, illustrateur de mode et écrivain français (° 19 novembre 1894).
  - Joseph Losey, cinéaste américain (° 14 janvier 1909).
- 23 juin : Alexander Semionov, peintre russe soviétique (° 18 février 1922).
- 25 juin : Michel Foucault, philosophe français (° 15 octobre 1926).
- 26 juin : Ferdinand Kazadi, homme politique congolais (° 24 avril 1925).
- 29 juin : Pierre Lelong, peintre français (° 24 mars 1908).

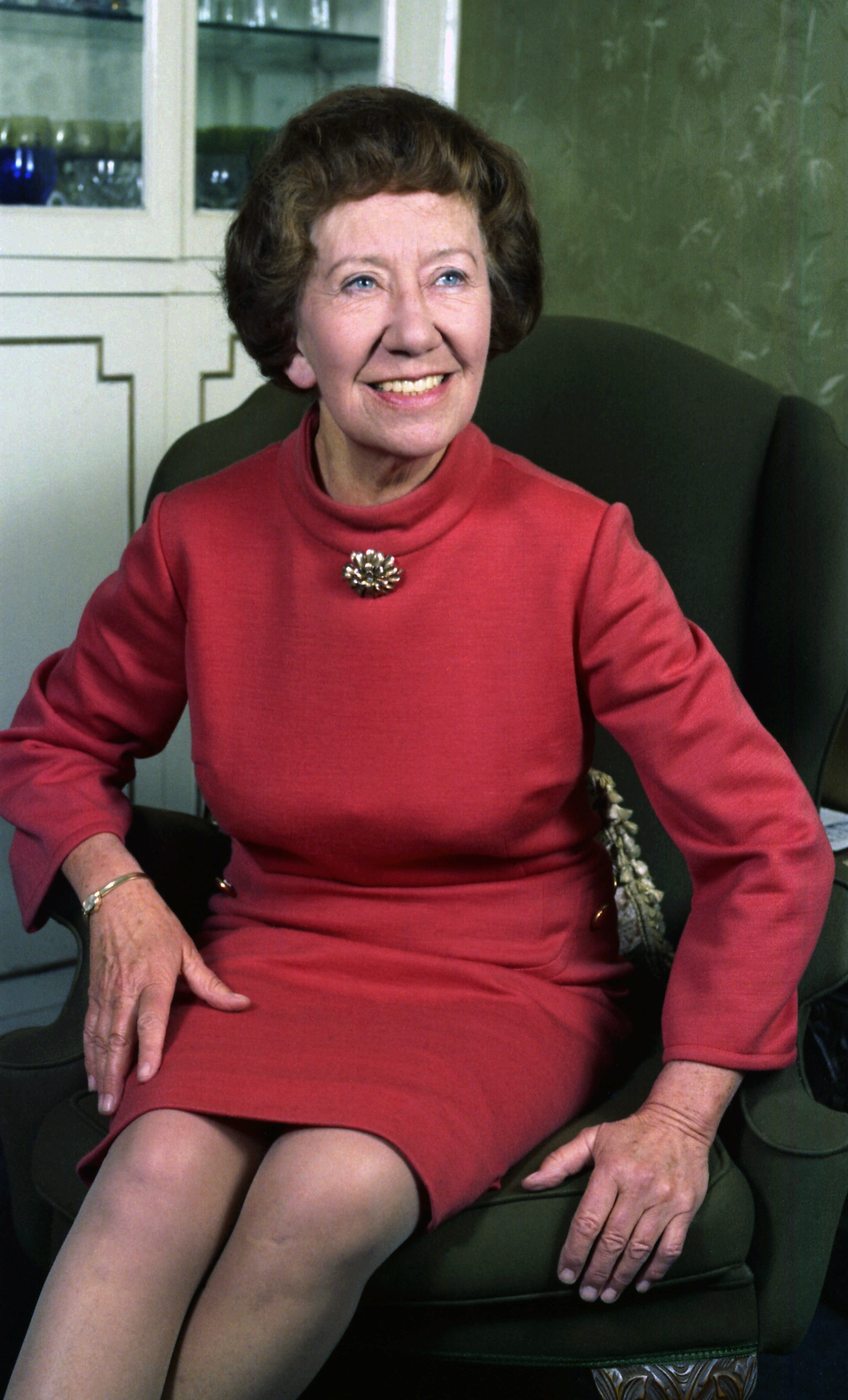
Flora Robson en 1973.

## Juillet
- 3 juillet : Raoul Salan, général français (° 10 juin 1899).
- 4 juillet : Karl Lechner, footballeur franco-autrichien (° 24 novembre 1921).
- 7 juillet : 
  - Brassaï, photographe hongrois (° 9 septembre 1899).
  - Flora Robson, actrice britannique (° 28 mars 1902).
- 13 juillet :
  - Wolfgang Berg (° 30 mars 1908).
  - Jean-Marie Rückebusch, peintre aquarelliste français (° 20 juillet 1916).
- 14 juillet : Kenny Delmar, acteur américain (° 5 septembre 1910).
- 21 juillet : Stéphane Audel, acteur belge (° 23 juin 1901).
- 22 juillet : Giánnis Gaḯtis, peintre et sculpteur grec (° 4 mars 1923).
- 23 juillet :
  - Achiel Buysse, coureur cycliste belge (° 20 décembre 1918).
  - Anthony Sharp, acteur, dramaturge et metteur en scène anglais (° 16 juin 1915).
- 24 juillet : Vincent Beck, acteur américain (° 15 août 1924).
- 25 juillet : Big Mama Thornton, chanteuse de blues américaine (° 11 décembre 1926).
- 26 juillet : George Gallup, statisticien américain (° 18 novembre 1901).
- 31 juillet : Paul Le Flem, compositeur français (° 18 mars 1881).

## Août
- 2 août : Rémy Duval, photographe, peintre et lithographe français (° 16 juillet 1907).
- 4 août :
  - Walter Burke, acteur américain (° 25 août 1908).
  - Edmon Ryan, acteur américain (° 5 juin 1905).
- 5 août : Richard Burton, acteur britannique (° 10 novembre 1925).
- 8 août : Richard Deacon, acteur américain (° 14 mai 1921).
- 12 août : Michel N'Gom, footballeur français (° 25 juin 1959).
- 13 août :
  - Clyde Cook, acteur australo-américain (° 16 décembre 1891).
  - Tigran Petrossian, joueur d'échecs russe (° 17 juin 1929).
- 15 août : Norman Petty, musicien, compositeur et producteur de musique américain (° 25 mai 1927).
- 19 août : Ezio Cecchi, coureur cycliste italien (° 11 mai 1913).
- 25 août : Truman Capote, écrivain américain (° 30 septembre 1924).
- 28 août : Mohammed Naguib, militaire et homme d'État égyptien (° 19 février 1901).
- 29 août : Cyril Bouda, peintre austro-hongrois puis tchécoslovaque (° 14 novembre 1901).
- 31 août : Hans Dekkers, coureur cycliste néerlandais (° 16 juin 1928).

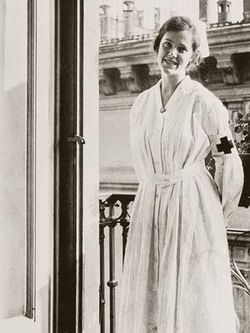
Agnès von Kurowsky

## Septembre
- 1er septembre : Howland Chamberlain, acteur américain  (° 2 août 1911).
- 3 septembre : Albert-Edgar Yersin, graveur, peintre, dessinateur et illustrateur suisse (° 5 septembre 1905).
- 8 septembre : René Bernier, compositeur et professeur de musique belge (° 10 mars 1905).
- 9 septembre :
  - Yılmaz Güney, réalisateur, scénariste, metteur en scène, acteur et écrivain turc d'origine kurde (° 1er avril 1937).
  - Manuel Valls i Gorina, compositeur, professeur et critique musical espagnol (° 21 juillet 1920).
- 13 septembre : Lois White, peintre néo-zélandaise (° 2 novembre 1903).
- 15 septembre : Camille Fleury, peintre, sculpteur, vitrailliste et créateur de tapisserie français (° 30 juin 1914).
- 16 septembre : 
  - Paul Neuhuys, poète et écrivain belge (° 16 septembre 1897).
  - Louis Réard, ingénieur français, connue comme l'inventeur du Bikini (° 10 octobre 1896).
- 17 septembre : Richard Basehart, acteur américain (° 31 août 1914).
- 22 septembre : Pierre Emmanuel, poète et écrivain français (° 3 mai 1896).
- 23 septembre : Henri Carol, chanoine, organiste et compositeur français (° 18 janvier 1910).
- 25 septembre :
  - Bernard Van Rysselberghe, coureur cycliste belge (° 5 octobre 1905).
  - Agnès von Kurowsky, infirmière américaine (° 5 janvier 1892).
- 26 septembre : 
  - Antonio Bueno, peintre italien d'origine espagnole (° 21 juillet 1918).
  - George Grard, sculpteur belge (° 26 novembre 1901).
  - Paquirri (Francisco Rivera Pérez), matador espagnol (° 5 mars 1948).
- 30 septembre : Anna Świrszczyńska, poétesse polonaise (° 7 février 1909).

## Octobre
- 3 octobre : Salvatore Baccaro, acteur italien (° 6 mai 1932).
- 4 octobre :
  - André Maire, peintre français (° 28 septembre 1898).
  - Gabriel Marcillac, coureur cycliste français (° 9 août 1904).
- 5 octobre : Leonard Rossiter, acteur anglais  (° 21 octobre 1926).
- 8 octobre : Larbi Louazani, musicien et chanteur algérien dans le style Gharnati (° 28 avril 1942).
- 9 octobre : Lew Christensen, danseur, chorégraphe et maître de ballet américain (° 9 mai 1909).
- 16 octobre :
  - Rosita Quiroga, chanteuse argentine († date de naissance incertaine).
  - Grégory Villemin, enfant de Lépanges-sur-Vologne retrouvé mort noyé dans la Vologne (° 24 août 1980).
- 18 octobre :  Pierre Tacca, coureur cycliste français d'origine italienne (° 12 août 1917).
- 19 octobre : 
  - Henri Michaux, peintre et poète français d'origine belge (° 24 mai 1899).
  - Jerzy Popiełuszko, homme d'église polonais (° 14 septembre 1947).
- 20 octobre : Paul Dirac, physicien et mathématicien britannique (° 8 août 1902).
- 21 octobre :
  - Adolf Fischer, acteur et producteur de cinéma allemand (° 18 novembre 1900).
  - François Truffaut, cinéaste français (° 6 février 1932).
- 25 octobre : Pascale Ogier, actrice française (° 26 octobre 1958).
- 29 octobre : André Mériel-Bussy, peintre et graveur français (° 11 janvier 1902).
- 30 octobre : Kurt Fiedler, homme politique autrichien (° 3 juillet 1922).
- 31 octobre : Indira Gandhi, premier ministre indienne (° 19 novembre 1917).

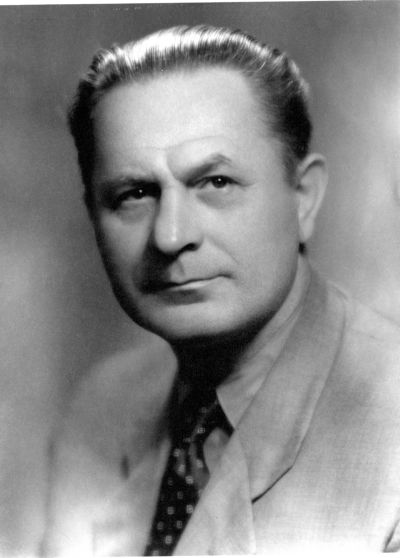
Alexander Moyzes.

## Novembre
- 6 novembre : Mor Faye, peintre abstrait sénégalais (° 26 mars 1947).
- 7 novembre : Marcel Barbu, homme politique français (° 17 octobre 1907).
- 12 novembre : Chester Himes, écrivain afro-américain (° 29 juillet 1909).
- 14 novembre : Adhemar Canavesi, footballeur international uruguayen (° 18 août 1903).
- 14 novembre : Robert Heitz, administrateur, homme politique, écrivain, critique d'art, peintre et résistant français (° 3 août 1895).
- 16 novembre :
  - Murray Alper, acteur américain (° 11 janvier 1904).
  - Vic Dickenson, musicien de jazz américain spécialiste du trombone (° 6 août 1906).
- 18 novembre : Seth Adonkor, footballeur français (° 30 octobre 1961)[2].
- 20 novembre : Alexander Moyzes, compositeur et pédagogue slovaque (° 4 septembre 1906).
- 22 novembre : Nguyen Phan Chanh, peintre vietnamien (° 21 juillet 1892).
- 23 novembre : Paul Dahlke, acteur allemand (° 12 avril 1904).
- 26 novembre : Louis de Villefosse, officier de marine, écrivain et journaliste français (° 14 avril 1900).

## Décembre
- 1er décembre :
  - Roelof Frankot, peintre néerlandais (° 25 novembre 1911).
  - Alfons Schepers, coureur cycliste belge (° 27 août 1907).
- 6 décembre : Manny Curtis, parolier américain (° 15 novembre 1911).
- 8 décembre : Luther Adler, acteur américain (° 4 mai 1903).
- 13 décembre : Nikolaï Chtchelokov, homme politique russe puis soviétique (° 26 novembre 1910).
- 14 décembre : Alberto Fernández Blanco, coureur cycliste espagnol (° 15 janvier 1955).
- 17 décembre : Sonja Ferlov, sculptrice danoise (° 1er novembre 1911).
- 18 décembre : Rudolf Platte, acteur allemand (° 12 février 1904).
- 19 décembre :
  - Michel Magne, compositeur et musicien français (° 20 mars 1930).
  - Sakubei Yamamoto, mineur, peintre et illustrateur autodidacte japonais (° 17 mai 1892).
- 20 décembre :
  - Stanley Milgram, psychologue américain (° 15 août 1933).
  - Dmitri Oustinov, ingénieur, homme politique et militaire russe puis soviétique (° 17 octobre 1908).
- 21 décembre : Robert Lesbounit, dessinateur, peintre, sculpteur et enseignant français (° 26 décembre 1904).
- 24 décembre :
  - Ian Hendry, acteur britannique (° 13 janvier 1931).
  - Peter Lawford, acteur et producteur anglo-américain (° 7 septembre 1923).
- 26 décembre : Chan Sy, premier ministre cambodgien (° 1932).
- 28 décembre : Sam Peckinpah, réalisateur américain (° 21 février 1925).

## Date inconnue
- Odette Bruneau, peintre et sculptrice française (° 27 septembre 1891).
- Thérèse Clément, peintre de paysages et de marines française (° 11 décembre 1889).
- Philippe Dauchez, peintre français (° 1900).
- Yves Dieÿ, peintre figuratif français (° 1892).
- Louis Fernez, peintre français (° 1900).
- Boris Borvine Frenkel,  peintre polonais (° 1895).
- Aníbal Olivieri, militaire, homme politique et diplomate argentin (° 16 juillet 1903).